# 38671 Бардаге
38671 Бардаге́ (38671 Verdaguer) — астероїд головного поясу, відкритий 7 серпня 2000 року.
Тіссеранів параметр щодо Юпітера — 3,477.